# Palazzo Vázquez de Molina
Il Palazzo Vázquez de Molina, noto anche come Palazzo delle Catene, è un palazzo rinascimentale situato in Piazza Vázquez de Molina a Úbeda (Jaén). È considerato uno dei migliori esempi di architettura rinascimentale in Spagna.

## Storia
Il palazzo fu costruito da Juan Vázquez de Molina, nipote di Francisco de los Cobos e segretario di Stato di Filippo II. Il progetto fu affidato ad Andrés de Vandelvira che lo costruì tra il 1546 e il 1565.
Dopo la morte del proprietario il palazzo divenne un convento di suore domenicane, e fu rimaneggiato per accogliere la comunità religiosa. I dipinti murali nell'ex sala capitolare sono ancora visibili.
Nel 1837, dopo le confische ecclesiastiche di Mendizábal, l'edificio divenne sede del municipio.

## Architettura
Il palazzo fu concepito come un quadrilatero su due piani più un abbaino con un cortile. La facciata è a tre piani ed è suddivisa in sette sezioni verticali di diversa ampiezza.
Le caratteristiche architettoniche della facciata principale comprendono il portale centrale, i frontoni triangolari che ricoprono le finestre del piano nobile, le finestre ovali a occhio di bue (oblò) e cariatidi del secondo piano, il cornicione aggettante e le lanterne poste agli angoli del tetto.